# بامبو ديابي
بامبو ديابي (بالإسبانية: Bambo Diaby)‏ هو لاعب كرة قدم إسباني في مركز الدفاع، ولد في 17 ديسمبر 1997 في ماتارو في إسبانيا. لعب مع لوكيرين أوست فلانديرين ونادي بارنسلي ونادي جيرونا ونادي سامبدوريا ونادي مانتوفا.

## وصلات خارجية
- بامبو ديابي على موقع قاعدة بيانات كرة القدم.إي يو (الإنجليزية)
- بامبو ديابي على موقع Soccerway.com (الإنجليزية)
- بامبو ديابي على موقع عالم كرة القدم.نت (الإنجليزية)

قالب:تشكيلة بريستون نورث ايند